# Wahlen zum Repräsentantenhaus der Vereinigten Staaten 1922
Bei den Wahlen zum Repräsentantenhaus der Vereinigten Staaten 1922 wurden am 7. November 1922 die Abgeordneten des Repräsentantenhauses gewählt. Im Bundesstaat Maine fanden die Wahlen bereits am 11. September statt. Die Wahlen waren Teil der allgemeinen Wahlen zum 68. Kongress der Vereinigten Staaten in jenem Jahr, bei denen auch ein Drittel der US-Senatoren gewählt wurden. Da die Wahlen etwa in der Mitte der Amtszeit des Republikanischen Präsidenten Warren G. Harding stattfanden (Midterm Election), galten sie auch als Votum über die bisherige Politik des Präsidenten.
Zum Zeitpunkt der Wahlen bestanden die Vereinigten Staaten aus 48 Bundesstaaten. Die Zahl der zu wählenden Abgeordneten war 435. Die Sitzverteilung basierte auf der Volkszählung von 1910. (Wegen fehlender politischer Mehrheiten wurde die eigentliche Anpassung nach den Zahlen der Volkszählung von 1920 nicht vorgenommen. Die nächste Anpassung erfolgte erst im Jahr 1932 mit den Daten der Volkszählung von 1930).
Bei der Wahl kam es zu einem erdrutschartigen Sieg der Demokraten, die ihr Wahldebakel von 1920 damit wieder ausgleichen konnten. Die Partei gewann 76 Sitze hinzu und stellte nun 207 Kongressabgeordnete. Das reichte allerdings nicht aus, um den Republikanern die absolute Mehrheit zu entreißen. Diese verloren zwar 77 Sitze, konnten aber mit den verbliebenen 225 Abgeordneten gerade noch die bei 218 Sitzen liegende absolute Mehrheit behaupten. Zwei Abgeordnete gehörten der in Minnesota aktiven Farmer-Labor-Party an und einer vertrat die Sozialistische Partei Amerikas im Repräsentantenhaus. Grund für den Umschwung zu Gunsten der Demokraten war zum einen eine allgemeine Erholung der Partei von den Problemen des Jahres 1920. Die Diskussion um die zukünftige amerikanische Außenpolitik, die die Wahl von 1920 entscheidend geprägt hatte, stand nicht mehr im Vordergrund. Ein weiterer Grund der Niederlage von 1920 war die unpopuläre Politik des damaligen Präsidenten Woodrow Wilson gewesen. Dessen Amtszeit lag nun (1922) auch schon etwas zurück. Viele Wähler, die 1920 den Demokraten einen politischen Denkzettel verpassten und die Republikaner wählten, kehrten nun zu den Demokraten zurück. Ein weiterer Grund war der vor allem von den Republikanern betriebene 18. Zusatzartikel zur Verfassung der Vereinigten Staaten, der die Herstellung und den Verkauf alkoholischer Getränke verbot. Hinzu kam noch eine erneute innere Spaltung der Republikaner in einen konservativen und einen progressiven Flügel. Letzterer wurde von Robert La Follette angeführt, der zwei Jahre später eine zweite Progressive Partei gründete, die aber nicht so erfolgreich war wie ihre Vorgängerpartei aus dem Jahr 1912. Diese Spaltung schadete dem Erscheinungsbild der Republikaner und bewog zusätzlich Wähler, ins Demokratische Lager zu wechseln.
Vor allem in den Südstaaten war das Wahlrecht durch Gesetze eingeschränkt, die das Wahlrecht an ein bestimmtes Steueraufkommen knüpften. Dadurch wurden ärmere Weiße, vor allem aber viele Afro-Amerikaner vom Wahlrecht ausgeschlossen. Diese Einschränkungen galten bis zur Verabschiedung des 24. Zusatzartikel zur Verfassung der Vereinigten Staaten im Jahr 1964.

## Wahlergebnis
- Demokratische Partei 207 (131) Sitze
- Republikanische Partei 225 (302) Sitze
- Farmer Labor Party: 2  (1) Sitze
- Sonstige: 1 (1) Sitz (Sozialistische Partei Amerikas)

Gesamt: 435 (435)
In Klammern sind die Ergebnisse der letzten Wahl zwei Jahre zuvor. Veränderungen im Verlauf der Legislaturperiode, die nicht die Wahlen an sich betreffen, sind bei diesen Zahlen nicht berücksichtigt, werden aber im Artikel über den 68. Kongress im Abschnitt über die Mitglieder des Repräsentantenhauses bei den entsprechenden Namen der Abgeordneten vermerkt. Das Gleiche gilt für Wahlen in Staaten, die erst nach dem Beginn der Legislaturperiode der Union beitraten. Daher kommt es in den Quellen gelegentlich zu unterschiedlichen Angaben, da manchmal Veränderungen während der Legislaturperiode in die Zahlen eingearbeitet wurden und manchmal nicht.

## Weblink
- Party Divisions